# Ramon Pichot
Pour les articles homonymes, voir Pichot.
Ramon Pichot i Gironès, né 9 août 1871 à Barcelone et mort à Paris, le 1er mars 1925, dans le 18e arrondissement (quartier de Montmartre), est un peintre catalan.

## Biographie
Pichot est, à partir de 1893, membre du groupe du Safrà, avec Isidre Nonell, Joaquim Mir, Ricard Canals, Juli Vallmitjana et Adrià Gual.
Ami d'enfance d'Eduardo Marquina et Luís de Zulueta, il est également lié à Pablo Picasso, Salvador Dalí et Santiago Rusiñol. Artistiquement, son œuvre est influencée à ses débuts par l'impressionnisme, bien qu'il se dirige postérieurement vers un modernisme symbolique. Il expose à Barcelone en 1894, 1895, 1896 et 1899.
Il présente une toile au Salon des artistes français en 1898 puis part s'installer dans la capitale française à partir de 1901, et ce, jusqu'à sa mort. Il s'y marie en 1908, avec la danseuse Germaine Gargallo (1880-1948), sept ans après le suicide par chagrin d'amour de Carles Casagemas, ancien amant de Germaine et ancien modèle de Pablo Picasso durant sa période bleue.
Vers 1905, Ramon Pichot achète une petite maison à Montmartre, où il emménage son atelier. Avec sa femme Germaine, la maison devient La Maison Rose, restaurant fréquenté par les artistes, immortalisé notamment par les peintres Élisée Maclet et Maurice Utrillo.
La sœur de Ramon, Maria Gay (1876-1843), est une célèbre chanteuse d'opéra.
Certaines de ses toiles sont exposées au Musée national d'Art de Catalogne, au Musée de Cadaqués et au musée Cau Ferrat de Sitges.

## Galerie

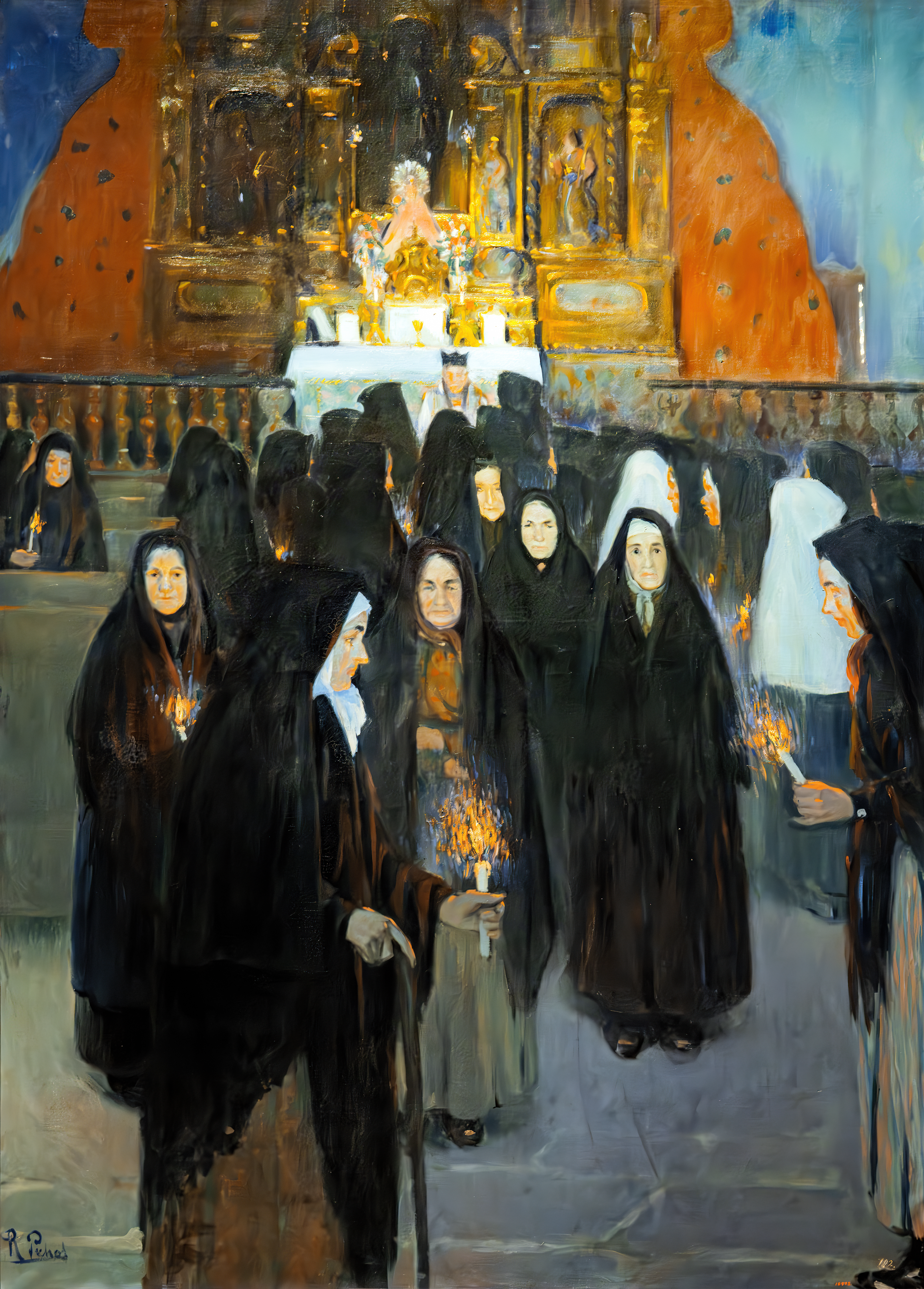
Ofrena, MNAC
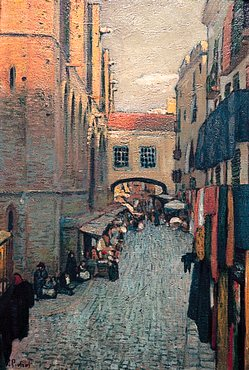
Carrer de Santa Maria dans le Quartier gothique de Barcelone.
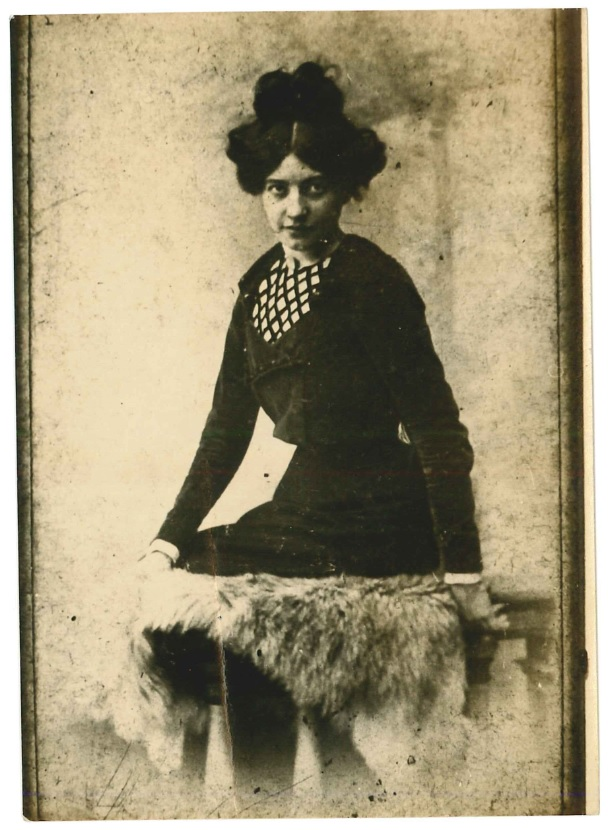
Germaine Pichot, son épouse.
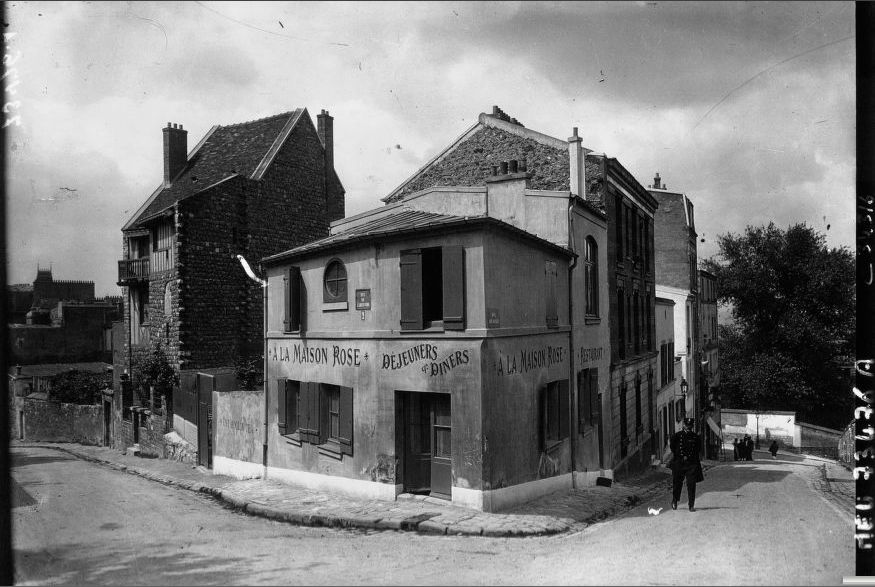
La Maison Rose de Montmartre (1910), dont son atelier se situe au premier étage.